# ماکیوارا
| ماکیوارا                                           | ماکیوارا |
| به ژاپنی                                           | به ژاپنی |
| -------------------------------------------------- | -------- |
| کانجی                                              | 巻藁     |
| هیراگانا                                           | まきわら |
| طرحی از نوع معمول ماکیوارا و قرار گرفتن آن در زمین |          |

ماکیوارا (به ژاپنی: 巻藁)، تیرکی چوبی است که پارچه (ضربه‌گیر) بر انتهای آن کشیده‌اند و آن را در زمین محکم کرده‌اند. از آن برای تمرین ضربه در سبک‌های مختلف کاراته سنتی استفاده می‌شود. ماکیوارا یکی از ابزارهای هوجو اوندو (روش‌های مکملی که هنرجویان هنرهای رزمی اوکیناوا از آن‌ها برای بهتر شدن شرایط بدنی خود استفاده می‌کنند) می‌باشد.

## استفاده
کاراته‌کاها از ماکیوارا تقریباً همانطور استفاده می‌کنند که بوکسورها از کیسه بوکس. ماکیوارا به تمرین‌کننده اجازه می‌دهد که مقاومت در برابر ضربه یا لگد را حس کند. اگر ضربه درست نباشد (بدن در موقعیت مناسب نباشد) ضربه عکس‌العمل ماکیوارا به شخص وارد می‌شود. ماکیوارا باعث افزایش دقت در هدف‌گیری و تمرکز نیز می‌شود.
ماکیوارا کاربردهای زیادی دارد و می‌توان تمرینات ضربه‌های دست باز/بسته، ضربه‌های پا، زانو و آرنج را روی آن انجام داد و روش‌های اوکیناوایی بر روی حملات از زوایای مختلف تأکید دارند. پیشنهاد شده که در روز با هر دست بین ۵۰ تا ۱۰۰ ضربه به ماکیوارا زده شود. همچنین با طرف ضعیف بدن بیشتر تمرین شود. با ماکیوارا نباید بقدری تمرین کرد که باعث صدمه شود.
یک نوع از ماکیوارا که با حصیر پوشال برنج و به صورت گرد ساخته می‌شود را کمانداران ژاپنی (در هنر رزمی کیودو) بکار می‌برند. آن را بر پایه‌ای با بلندی حدود شانه یک فرد قرار می‌دهند و برای تمرین نزدیک از فاصله حدود ۵ تا ۸ فوت بکار می‌رود. از چنین فاصله‌ای کمانداران کیودو خطا نمی‌زنند اما این تمرین را برای بهتر کردن حالت ایستادن و نشستن بدون فکر به هدف انجام می‌دهند.

## ساختار

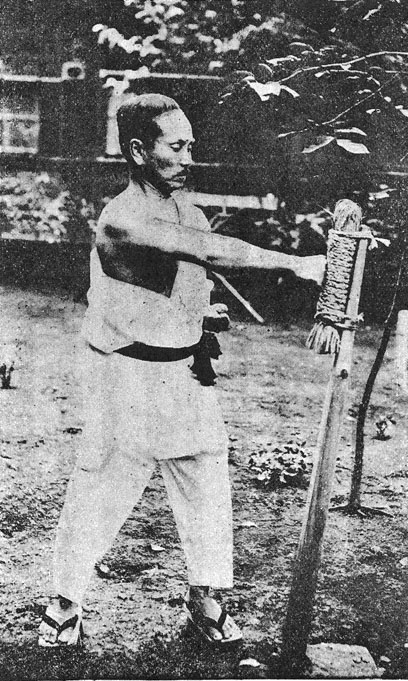
استاد گیچین فوناکوشی در حال تمرین با ماکیوارا

بیشتر گونه‌ها معمول آن شامل چوبی با طول ۲.۱ تا ۲.۴ متر است که در زمین محکم می‌شود به نحوی که تا حدود شانه‌های یک فرد برسد. این چوب در ابتدایش (که زیر زمین است) کلفت است و هرچه به انتهای آن (بر روی زمین) می‌رسیم نازک‌تر می‌شود. انتهای آن حدود یک سانتی‌متر ضخامت دارد. با حصیر ساخته شده از پوشال برنج انتهای آن را پوشانده و با طناب محکم می‌کنند که محلیست که به آن ضربه می‌زنند.

### ماکیوارای نرم
برای استفاده تازه‌کاران است اما برای تمرینات سرعتی، علاوه بر تازه‌کاران برای افراد کهنه‌کار نیز مفید است. معمولاً در زاویه‌ای بزرگتر از زاویه عمودی بر زمین قرار می‌گیرد به نحوی که با ضربه‌ای معمولی به وضعیت عمود بر زمین قرار می‌گیرد.

### ماکیوارای سفت
پس از آنکه فرد در ماکیوارای نرم بقدر کافی تمرین کرده و شرایط بدنیش بهتر شد می‌تواند برای تمرینات قدرتی در ماکیوارای سفت تمرین کند. در زاویه‌ای کوچکتر از زاویه عمود بر زمین قرار می‌گیرد. با ضربه‌ای عادی به حالت عمود با زاویه ۹۰ درجه نسبت به زمین در می‌آید.

## گونه‌های ماکیوارا

### ماکیوارای شوری
تخته‌ای صاف است که تا قفسه سینه هنرجو باید بلند باشد. برای ضربه از فاصله نزدیک بکار می‌رود.

### ماکیوارای ناها
تخته‌ای صاف که بلندی آن باید تا پایینتر از قفسه سینه هنرجو باشد. ماکیوارا در اصل توسط کاراته‌کاهای سبک گوجوریو و در حالت شیکو داچی بکار گرفته می‌شود.

### ماکیوارای اوده
سطح مقطع آن گرد است که این مسپله به هنرجو اجازه می‌دهد گستره وسیعی از ضربه‌های دست و پا را که روی تخته‌های صاف نمی‌توان اجرا کرد روی آن اجرا کند.

## نکاتی در استفاده
بیشتر تمرین‌کنندگان کاراته در غرب، ماکیوارا را در برنامه‌های آموزشی خود قرار نداده‌اند. آن‌ها اعتقاد دارندکه بکارگیری آن در بلند مدت باعث ایجاد صدمه در دست می‌شود. در سبک‌های ورزشی کاراته نیز تاکیدی بر اینگونه تمرین‌ها نیست. استفاده نادرست از ماکیوارار سبب صدمه و تغییر شکل آن می‌شود ولی استفاده درست از آن مشکلی ایجاد نمی‌کند.
استفاده درست از آن باعث انتقال بهتر نیرو از دست و پا و نیز تربیت پایین‌تنه، پاها و شانه‌ها برای ایجاد بیشترین نیرو می‌شود. همچنین باعث تمرین استواری حالت کاراته در حین حرکت و حمله می‌شود.
افراد زیر ۱۸ سال نباید با قدرت تمام به ماکیوارا ضربه بزنند چون استخوان‌های دست آن‌ها هنوز بطور کامل گسترش نیافته‌اند. تمرین آن باید تحت نظر فردی آگاه انجام شود. در صورت ایجاد جراحت در دست باید تا ترمیم آن با ماکیوارا تمرین نکرد. حالت اشتباه بدن و مشت غالباً باعث ایجاد آسیب به زردپی مشت می‌شود.